# La corsia n. 6
La corsia n. 6 è un racconto di Anton Čechov del 1892.

## Prima edizione
Fu inizialmente pubblicato sulla rivista «Русская мысль» (Pensiero russo), numero 11, nel novembre 1892. Conobbe un successo considerevole. Un corrispondente di Cechov gli scrisse nel marzo del 1893 : "La vostra Corsia n. 6 è in tutte le vetrine, in quelle dei grandi editori come in quelle delle piccole librerie. Va a ruba.".

## Trama
Andrej Efimjc è medico di un ospedale di provincia, dove nel reparto n.6 sono rinchiusi cinque malati, sorvegliati e picchiati dal guardiano. Ivan Dmitric soffre di mania di persecuzione, si distingue dagli altri per nobili origini ed è un filosofo: con lui il medico dialoga frequentemente fino a immedesimarsi nel suo interlocutore.

## Personaggi
- Dottor Raguine : medico, direttore dell'ospedale, celibe.
- Mikhaïl Avérianytch : impiegato delle Poste, solo amico di Raguine.
- Ivan Gromov : trentatré anni, paziente internato, soffre di sindrome di persecuzione.
- Khobotov : meno di trentanni, aiutomedico di Raguine.
- Moïsseïka : vecchio ebreo, ha perduto la testa da più di vent'anni.
- Nikita : il guardiano, è stato soldato.
- Serguéï Serguéïtch : aiuto medico dall'incerta moralità.
- Daria Belova : affittacamere che ospita il dottor Raguine.

## Analisi
Nella narrazione si può scorgere una denuncia sociale del sistema sanitario russo per quanto riguarda i cosiddetti malati di mente.
La consolazione, nel racconto, in realtà è soltanto un alibi per l'inerzia dei responsabili.
Il medico filosofo scopre, sulla sua pelle, che il dolore di tale condizione, in mancanza di veri e giusti interventi concreti, non può essere superato che nella morte.

## Edizioni italiane
- Anton Cechov, Reparto n. 6 , Nota introduttiva di Vittorio Strada , Traduzione di Agostino Villa , Titolo originale : Palata N. 6 , Torino , Einaudi " Centopagine " , 1971

- Anton Čechov, La corsia n. 6 e altri racconti, traduzione di Bruno Osimo, Mondadori, 1995, ISBN 88-04-40040-4.
- Anton Čechov, Reparto n. 6, Gingko Edizioni, 2010, ISBN 9788895288192.
- Anton Čechov, I Capolavori, Garzanti, 2012, ISBN 9788811135371.

## Adattamenti Cinematografici
- Палата № 6: film realizzato nel 2009 da Karen Chakhnazarov, con Albina Evtouchevskaia, Vladimir Iline.[4]